# Saratovreservoiret
Saratovreservoiret (russisk: Саратовское водохранилище, tr. Saratovskoje vodokhranilisjtje) er et reservoir på den nederste del af Volga i Saratov, Samara og Uljanovsk oblaster i Rusland. Saratovreservoiret har et overfladeareal på 1.831 km², et volumen på 12,9 milliarder m³. De største byer ved reservoiret er Samara, Tjapajevsk, Balakovo og Syzran. Saratov som reservoiret er opkaldt efter ligger nedstrøms i forhold til dæmningen.

## Reservoiret
Reservoiret er skabt af dæmningen af Saratovskaja vandkraftværk (tidligere Leninskogo komsomola vandkraftværk), der ligger ved byen Balakovo i Saratov oblast. Reservoiret blev fyldt i 1967-1968.
Som følge af oprettelsen af Saratovreservoiret blev 116.000 ha jord oversvømmet. Beboerne fra 90 bosættelser og syv byer blev flyttet før oversvømmelserne, ligesom 8379 bygninger er blevet flyttet. I alt blev 28.000 mennesker flyttet.

## Saratovskaja vandkraftværk
Vandkraftværket er et af Europas største og blev bygget i årene 1956–1971 som Lenin Komsomol Saratov Vandkraftværk. Det ligger mellem Kujbysjevskojereservoiret opstrøms mod nord og Volgogradreservoiret nedstrøms mod syd.
Kraftværket leverer kraft til industrierne langs Volga, samt strøm og oversvømmelsesbeskyttelse for byen Saratov. Saratov-værket har en installeret effekt på 1 360 MW fordelt på 24 generatorer. Produktionen er på 5,35 TWh årlig i gennemsnit.

## Billeder
- Saratovskaja vandkraftværk 2011